# 基里爾·耶斯迪尼耶夫
基里爾·阿列克謝耶維奇·耶斯迪尼耶夫（俄语：Кирилл Алексеевич Евстигнеев，1917年2月17日—1996年8月29日），是第二次世界大戰時期蘇聯空軍的戰鬥機飛行員。他在飛行員生涯中總共擊落56架敵機。

## 外部連結
- 耶斯迪尼耶夫的傳記 （页面存档备份，存于）（俄文）